# Symbion pandora
Symbion pandora är en djurart som tillhör fylumet ringbärare, och som beskrevs av Peter Funch och Kristensen 1995. Symbion pandora ingår i släktet Symbion och familjen Symbiidae. Arten är reproducerande i Sverige. Inga underarter finns listade i Catalogue of Life.